# Xanthosoma fractum
Xanthosoma fractum là một loài thực vật có hoa trong họ Ráy (Araceae). Loài này được Madison miêu tả khoa học đầu tiên năm 1981.